# Спиновый лёд
Спиновый лёд (англ. Spin ice) — вещество, в котором магнитные моменты атомов организованы так же, как организованы протоны в обычном льде из воды. При температурах, близких к абсолютному нулю, спины атомов выстраиваются так, что часть из них «смотрит» внутрь ячейки кристаллической решётки, а часть — наружу. В итоге в спиновом льде образуется квазичастица, напоминающая магнитный заряд, не привязанный к определённому физическому носителю.
Свойствами спинового льда обладает титанат диспрозия Dy2Ti2O7.